# Llista de monuments de Pobles del Sud (València)
Monuments i béns immobles catalogats com a béns d'interés cultural (BIC) i béns immobles de rellevància local (BRL) del districte de Pobles del Sud de València.

## Monuments d'interés local
| Monument                                                             | Prot.? | Estil/època | Localització                                       | Coordenades                                          | Codi?         | Imatge |
| -------------------------------------------------------------------- | ------ | ----------- | -------------------------------------------------- | ---------------------------------------------------- | ------------- | --- |
| Casa de la Demanà                                                    | BRL    | s.XVIII     | València C. Embarcador, 28                         | 39° 22′ 57″ N, 0° 20′ 00″ O / 39.382378°N,0.333333°O | 46.15.250-418 | Casa de la Demanà (València) · Vegeu més fotos d'aquest monument · Carregueu una nova foto d'aquest monument                                                    |
| Església parroquial del Nen Jesús de l'Hort                          | BRL    |             | València Pl. Sequiota, 14                          | 39° 18′ 35″ N, 0° 19′ 05″ O / 39.30984°N,0.317984°O  | 46.15.250-291 | Església parroquial del Nen Jesús de l'Hort (València) · Vegeu més fotos d'aquest monument · Carregueu una nova foto d'aquest monument                          |
| Església parroquial de Sant Josep del Saler                          | BRL    |             | València Av. Anguilera, 9, el Saler                | 39° 22′ 59″ N, 0° 19′ 59″ O / 39.383029°N,0.333042°O | 46.15.250-292 | Església parroquial de Sant Josep del Saler (València) · Vegeu més fotos d'aquest monument · Carregueu una nova foto d'aquest monument                          |
| Església parroquial de la Mare de Déu del Lepant de Castellar        | BRL    |             | València Pl. Mare de Déu del Lepant, 17, Castellar | 39° 25′ 45″ N, 0° 21′ 49″ O / 39.429147°N,0.363634°O | 46.15.250-259 | Església parroquial de la Mare de Déu del Lepant de Castellar (València) · Vegeu més fotos d'aquest monument · Carregueu una nova foto d'aquest monument        |
| Església parroquial del Santíssim Crist de l'Agonia de Forn d'Alcedo | BRL    |             | València Pl. Església Forn d'Alcedo, 12            | 39° 25′ 57″ N, 0° 22′ 36″ O / 39.432536°N,0.376726°O | 46.15.250-249 | Església parroquial del Santíssim Crist de l'Agonia de Forn d'Alcedo (València) · Vegeu més fotos d'aquest monument · Carregueu una nova foto d'aquest monument |

## Nuclis històrics tradicionals
| Monument                    | Prot.? | Estil/època | Localització       | Coordenades                                          | Codi?         | Imatge |
| --------------------------- | ------ | ----------- | ------------------ | ---------------------------------------------------- | ------------- | --- |
| Nucli primitiu de Castellar | BRL    |             | València           | 39° 25′ 45″ N, 0° 21′ 49″ O / 39.429167°N,0.363611°O | 46.15.250-414 | Nucli de Castellar (València) · Vegeu més fotos d'aquest monument · Carregueu una nova foto d'aquest monument |
| Nucli primitiu del Palmar   | BRL    |             | València El Palmar | 39° 18′ 35″ N, 0° 19′ 04″ O / 39.309722°N,0.317778°O | 46.15.250-417 | Nucli del Palmar · Vegeu més fotos d'aquest monument · Carregueu una nova foto d'aquest monument              |

## Espais etnològics d'interés local
| Monument                                                                                   | Prot.? | Estil/època                         | Localització | Coordenades                                          | Codi?           | Imatge |
| ------------------------------------------------------------------------------------------ | ------ | ----------------------------------- | --- | ---------------------------------------------------- | --------------- | --- |
| Alqueria dels Aiguamolls                                                                   | BRL    | s.XVIII-XIX                         | València Camí Vell de Torrent, 1 | 39° 26′ 40″ N, 0° 24′ 25″ O / 39.444444°N,0.406944°O | 46.15.250-E392  | Alqueria dels Aiguamolls (València) · Vegeu més fotos d'aquest monument · Carregueu una nova foto d'aquest monument                           |
| Alqueria de l'Alba, ermita i creu                                                          | BRL    | s.XIX                               | València Camí vell de Picassent, 2 i 4 | 39° 26′ 13″ N, 0° 24′ 07″ O / 39.436944°N,0.401944°O | 46.15.250-E442  | Alqueria de l'Alba (València) · Vegeu més fotos d'aquest monument · Carregueu una nova foto d'aquest monument                                 |
| Alqueria de Baix i retaule ceràmic                                                         | BRL    | s.XVII                              | València Camí de l'Alqueria de Baix, 67 | 39° 26′ 24″ N, 0° 25′ 22″ O / 39.440036°N,0.422792°O | 46.15.250-E437  | Alqueria de Baix (València) · Vegeu més fotos d'aquest monument · Carregueu una nova foto d'aquest monument                                   |
| Alqueria de Bàrtol                                                                         | BRL    | s.XIV o anterior                    | València Proper al Camí Vell de Torrent | 39° 26′ 41″ N, 0° 24′ 58″ O / 39.444722°N,0.416111°O | 46.15.250-E443  | Alqueria de Bàrtol (València) · Vegeu més fotos d'aquest monument · Carregueu una nova foto d'aquest monument                                 |
| Alqueria del Brosquil                                                                      | BRL    | s.XVIII                             | València Carretera del Brosquil, 3 | 39° 25′ 39″ N, 0° 21′ 04″ O / 39.4275°N,0.351111°O   | 46.15.250-E391  | Alqueria del Brosquil (València) · Vegeu més fotos d'aquest monument · Carregueu una nova foto d'aquest monument                              |
| Alqueria de Ferrer                                                                         | BRL    | s.XVIII-XX                          | València Camí Molí de la Campaneta | 39° 26′ 55″ N, 0° 25′ 15″ O / 39.448611°N,0.420833°O | 46.15.250-E388  | Alqueria de Ferrer (València) · Vegeu més fotos d'aquest monument · Carregueu una nova foto d'aquest monument                                 |
| Alqueria de Pastor                                                                         | BRL    | s.XVI                               | València La Torre | 39° 26′ 08″ N, 0° 23′ 39″ O / 39.435622°N,0.394167°O | 46.15.250-E476  | Alqueria de Pastor (València) · Vegeu més fotos d'aquest monument · Carregueu una nova foto d'aquest monument                                 |
| Alqueria del Rocatí                                                                        | BRL    | s.XVIII-XIX                         | València Camí Alqueria Rocatí, 8 | 39° 26′ 50″ N, 0° 24′ 40″ O / 39.447333°N,0.411186°O | 46.15.250-E438  | Alqueria del Rocatí (València) · Vegeu més fotos d'aquest monument · Carregueu una nova foto d'aquest monument                                |
| Alqueria del Saboner                                                                       | BRL    | s.XVIII-XX                          | València Barri San Jordi | 39° 25′ 58″ N, 0° 23′ 46″ O / 39.432778°N,0.396083°O | 46.15.250-E477  | Alqueria del Saboner (València) · Vegeu més fotos d'aquest monument · Carregueu una nova foto d'aquest monument                               |
| Alqueria de Xirivella i retaule ceràmic                                                    | BRL    | s.XX                                | València Carretera de la Perrina, 9 | 39° 26′ 25″ N, 0° 24′ 14″ O / 39.440278°N,0.404°O    | 46.15.250-E440  | Alqueria de Xirivella (València) · Carregueu una nova foto d'aquest monument                                                                  |
| Antiga caserna de carabiners del Saler                                                     | BRL    | finals del s.XIX i principis del XX | València Av. dels Pinars 51, el Saler | 39° 20′ 06″ N, 0° 18′ 28″ O / 39.334891°N,0.307699°O | 46.15.250-E481  | Antiga caserna de carabiners del Saler (València) · Vegeu més fotos d'aquest monument · Carregueu una nova foto d'aquest monument             |
| Barraca en carrer Guadiana i retaule ceràmic                                               | BRL    | principi del s.XX                   | València Prop del Guadiana | 39° 25′ 43″ N, 0° 21′ 10″ O / 39.428694°N,0.352689°O | 46.15.250-E390  | Barraca en carrer Guadiana (València) · Vegeu més fotos d'aquest monument · Carregueu una nova foto d'aquest monument                         |
| Barraca al carrer Poblet 49                                                                | BRL    |                                     | València C. Poblet, 49 | 39° 25′ 41″ N, 0° 22′ 09″ O / 39.427972°N,0.369217°O | 46.15.250-E439  | Barraca al carrer Poblet 49 (València) · Vegeu més fotos d'aquest monument · Carregueu una nova foto d'aquest monument                        |
| Barraca-Casa Blanco                                                                        | BRL    | principi del s.XX                   | València C. Miniaturista Crespí, 12 | 39° 25′ 37″ N, 0° 21′ 25″ O / 39.426833°N,0.357039°O | 46.15.250-E389  | Barraca-Casa Blanco (València) · Vegeu més fotos d'aquest monument · Carregueu una nova foto d'aquest monument                                |
| Barraca, casa i sequer del Camí del Tremolar                                               | BRL    |                                     | València Camí del Tremolar, 124, camí que surt cap al sud | 39° 25′ 15″ N, 0° 20′ 38″ O / 39.420961°N,0.343892°O | 46.15.250-E479  | Barraca, casa i sequer del Camí del Tremolar (València) · Vegeu més fotos d'aquest monument · Carregueu una nova foto d'aquest monument       |
| Barraca Genuina, Pinedo                                                                    | BRL    | final del s.XIX, s.XX               | València Pinedo | 39° 25′ 22″ N, 0° 20′ 26″ O / 39.422639°N,0.340531°O | 46.15.250-E478  | Barraca Genuina (València) · Vegeu més fotos d'aquest monument · Carregueu una nova foto d'aquest monument                                    |
| Barraques del Petxinar                                                                     | BRL    | segona meitat del s.XIX, s.XX       | València Camí del Cavall, 30, Devesa | 39° 25′ 07″ N, 0° 20′ 40″ O / 39.418653°N,0.344444°O | 46.15.250-E480  | Barraques del Petxinar (València) · Vegeu més fotos d'aquest monument · Carregueu una nova foto d'aquest monument                             |
| Camí Vell de Picassent                                                                     | BRL    |                                     | València Camí Vell de Picassent | 39° 26′ 20″ N, 0° 24′ 05″ O / 39.438889°N,0.40125°O  | 46.250.250-1032 | Camí Vell de Picassent (València) · Vegeu més fotos d'aquest monument · Carregueu una nova foto d'aquest monument                             |
| Camí Vell de Torrent                                                                       | BRL    |                                     | València Camí Vell de Torrent | 39° 26′ 53″ N, 0° 24′ 48″ O / 39.448056°N,0.413375°O | 46.250.250-1033 | Camí Vell de Torrent (València) · Vegeu més fotos d'aquest monument · Carregueu una nova foto d'aquest monument                               |
| Canal de l'Albufera                                                                        | BRL    | meitat del s.XIX                    | València Sueca, el Palmar, llacuna, Pinedo | 39° 23′ 30″ N, 0° 20′ 11″ O / 39.391611°N,0.336261°O | 46.15.250-E506  | Canal de l'Albufera (València) · Carregueu una nova foto d'aquest monument                                                                    |
| Casa i assecador d'arròs Villa Teresa                                                      | BRL    |                                     | València Camí del Canal, pol. 46, parc. 92 | 39° 23′ 49″ N, 0° 20′ 14″ O / 39.397064°N,0.337222°O | 46.15.250-E485  | Casa i assecador d'arròs Villa Teresa (València) · Modifica el valor a Wikidata · Carregueu una nova foto d'aquest monument                   |
| Casa de la Torre (Albufera)                                                                | BRL    | final del s.XVII-XIX                | València Canal de la Sequiota | 39° 19′ 28″ N, 0° 19′ 01″ O / 39.324583°N,0.317083°O | 46.15.250-E482  | Casa de la Torre (València) · Vegeu més fotos d'aquest monument · Carregueu una nova foto d'aquest monument                                   |
| Comportes de la Gola del Perellonet                                                        | BRL    | 1872-1873                           | València Carretera del Saler, al pas pel Perellonet | 39° 18′ 36″ N, 0° 17′ 58″ O / 39.31°N,0.299369°O     | 46.15.250-E293  | Comportes de la Gola del Perellonet (València) · Vegeu més fotos d'aquest monument · Carregueu una nova foto d'aquest monument                |
| Comportes de la Gola de Pujol                                                              | BRL    | 1953                                | València Carretera del Saler, km 12 | 39° 20′ 54″ N, 0° 19′ 23″ O / 39.348392°N,0.323111°O | 46.15.250-E313  | Comportes de la Gola de Pujol (València) · Vegeu més fotos d'aquest monument · Carregueu una nova foto d'aquest monument                      |
| Conjunt de quatre barraques del Palmar                                                     | BRL    | s.XIX-XX                            | València C. Francisco Monleón 36, 27 i 23 - c. Albufera 16, el Palmar | 39° 18′ 42″ N, 0° 19′ 03″ O / 39.311572°N,0.317569°O | 46.15.250-E504  | Conjunt de quatre barraques del Palmar (València) · Vegeu més fotos d'aquest monument · Carregueu una nova foto d'aquest monument             |
| Conjunt de cinc barraques del Racó de l'Olla                                               | BRL    |                                     | València Racó de l'Olla, el Palmar | 39° 19′ 27″ N, 0° 19′ 08″ O / 39.324167°N,0.318889°O | 46.15.250-E502  | Conjunt de cinc barraques del Racó de l'Olla (València) · Vegeu més fotos d'aquest monument · Carregueu una nova foto d'aquest monument       |
| Conjunt de huit barraques de la Sequiota                                                   | BRL    |                                     | València C. Palmar, la Sequiota | 39° 18′ 45″ N, 0° 19′ 08″ O / 39.3125°N,0.318889°O   | 46.15.250-E503  | Conjunt de huit barraques de la Sequiota (València) · Vegeu més fotos d'aquest monument · Carregueu una nova foto d'aquest monument           |
| Embarcador i varador del Palmar                                                            | BRL    | 1937                                | València A l'oest del nucli del Palmar | 39° 18′ 42″ N, 0° 19′ 10″ O / 39.311667°N,0.319389°O | 46.15.250-E508  | Embarcador i varador del Palmar (València) · Vegeu més fotos d'aquest monument · Carregueu una nova foto d'aquest monument                    |
| Fites de 1761 a l'Albufera                                                                 | BRL    | 1761                                | València Albufera. Tres d'aquestes fites es troben a la zona del Tremolar |                                                      | 46.15.250-E498  | Carregueu una nova foto d'aquest monument |
| Fites de 1807 a l'Albufera                                                                 | BRL    |                                     | València Albufera. Una d'aquestes Fites es troba en la zona del Tremolar | 39° 25′ 20″ N, 0° 20′ 59″ O / 39.42229°N,0.34963°O   | 46.15.250-E499  | Fites de 1807 a l'Albufera (València) · Modifica el valor a Wikidata · Carregueu una nova foto d'aquest monument                              |
| Fites de 1927 a l'Albufera                                                                 | BRL    |                                     | València Albufera |                                                      | 46.15.250-E500  | Fites de 1927 a l'Albufera (València) · Vegeu més fotos d'aquest monument · Carregueu una nova foto d'aquest monument                         |
| Fumeral de la fàbrica Plexi                                                                | BRL    | s.XX                                | València Pinedo | 39° 23′ 58″ N, 0° 19′ 48″ O / 39.399433°N,0.329936°O | 46.15.250-E487  | Fumeral de la fàbrica Plexi (València) · Vegeu més fotos d'aquest monument · Carregueu una nova foto d'aquest monument                        |
| Fumeral del motor i tancat del Pomero                                                      | BRL    | inicis del s.XX                     | València A prop de les dependències dels Bombers per camí rural des de la carretera CV 500 km 10,5 | 39° 21′ 39″ N, 0° 19′ 45″ O / 39.360944°N,0.329167°O | 46.15.250-E488  | Fumeral del motor i tancat del Pomero (València) · Vegeu més fotos d'aquest monument · Carregueu una nova foto d'aquest monument              |
| Fumeral del rajolar de n'Agustí Hurtado                                                    | BRL    | ca.1900                             | València Camí de Tres Creus | 39° 26′ 23″ N, 0° 24′ 12″ O / 39.439769°N,0.403228°O | 46.15.250-E328  | Fumeral del rajolar de n'Agustí Hurtado (València) · Vegeu més fotos d'aquest monument · Carregueu una nova foto d'aquest monument            |
| Fumeral en l'avinguda Tres Creus                                                           | BRL    | s.XX                                | València Av. Tres Creus, al sud del Nou Llit del Riu | 39° 26′ 23″ N, 0° 24′ 12″ O / 39.439775°N,0.403239°O | 46.15.250-E441  | Fumeral en l'avinguda Tres Creus (València) · Carregueu una nova foto d'aquest monument                                                       |
| Fumeral en el camí Alquería de Rocatí                                                      | BRL    | ca.1900                             | València Camí de l'Alquería de Rocatí, 8 | 39° 26′ 44″ N, 0° 24′ 41″ O / 39.445614°N,0.411381°O | 46.15.250-E327  | Fumeral en el camí Alquería de Rocatí (València) · Vegeu més fotos d'aquest monument · Carregueu una nova foto d'aquest monument              |
| Fumeral de l'antiga Fàbrica de Pintes                                                      | BRL    | 1920                                | València C. Giménez i Costa, vora el molí de Pala | 39° 26′ 05″ N, 0° 23′ 22″ O / 39.434847°N,0.3895°O   | 46.15.250-E409  | Fumeral de l'antiga Fàbrica de Pintes (València) · Carregueu una nova foto d'aquest monument                                                  |
| Fumeral i motor de l'Alcatí                                                                | BRL    | inicis del s.XX                     | València Al marge dret de la carretera CV 500 abans d'arribar a la Gola del Perellonet des de València | 39° 18′ 40″ N, 0° 18′ 07″ O / 39.310986°N,0.301944°O | 46.15.250-E495  | Fumeral i motor de l'Alcatí (València) · Vegeu més fotos d'aquest monument · Carregueu una nova foto d'aquest monument                        |
| Fumeral i motor del Cementeri del Palmar                                                   | BRL    | inici del s.XX                      | València Al costat de la tanca del Cementeri del Palmar | 39° 19′ 18″ N, 0° 19′ 07″ O / 39.321775°N,0.318667°O | 46.15.250-E491  | Fumeral i motor del Cementeri del Palmar (València) · Vegeu més fotos d'aquest monument · Carregueu una nova foto d'aquest monument           |
| Fumeral i motor del Recatí                                                                 | BRL    | inicis del s.XX                     | València A l'oest del Perellonet, al marge esquere de la Séquia de la Junça i al sud de la Séquia de les Piules | 39° 18′ 26″ N, 0° 18′ 32″ O / 39.307222°N,0.308889°O | 46.15.250-E496  | Fumeral i motor del Recatí (València) · Vegeu més fotos d'aquest monument · Carregueu una nova foto d'aquest monument                         |
| Fumeral i motor Front Tancat de Romero                                                     | BRL    | ca.1880                             | València Polígono 8, Parcela 169 | 39° 21′ 34″ N, 0° 19′ 46″ O / 39.3595°N,0.32945°O    | 46.15.250-E489  | Fumeral i motor Front Tancat de Romero (València) · Modifica el valor a Wikidata · Carregueu una nova foto d'aquest monument                  |
| Fumeral i motor Junta Rek                                                                  | BRL    | inici del s.XX                      | València Accés per camí rural abans del pont de la Sequiota | 39° 19′ 00″ N, 0° 18′ 47″ O / 39.316569°N,0.312972°O | 46.15.250-E492  | Carregueu una nova foto d'aquest monument |
| Fumeral i motor Mata de les Piules                                                         | BRL    | inicis del s.XX                     | València Al nord-est del Perellonet, al sud de la Sequiota, junt al marge de la Carrera de la Junça | 39° 18′ 39″ N, 0° 18′ 37″ O / 39.31075°N,0.310197°O  | 46.15.250-E494  | Fumeral i motor Mata de les Piules (València) · Vegeu més fotos d'aquest monument · Carregueu una nova foto d'aquest monument                 |
| Fumeral i motor en la partida del Racó de l'Olla                                           | BRL    | inicis del s.XX                     | València Al nord del complex turístic del Racó de l'Olla en la carretera del Palmar | 39° 19′ 43″ N, 0° 19′ 09″ O / 39.328489°N,0.319272°O | 46.15.250-E490  | Fumeral i motor en la partida del Racó de l'Olla (València) · Vegeu més fotos d'aquest monument · Carregueu una nova foto d'aquest monument   |
| Fumeral, casa i sequer de la Trilladora del Tocaio                                         | BRL    | ca.1910                             | València Tancat de l'Establiment | 39° 18′ 43″ N, 0° 19′ 11″ O / 39.311944°N,0.319722°O | 46.15.250-E493  | Fumeral, casa i sequer de la Trilladora del Tocaio (València) · Vegeu més fotos d'aquest monument · Carregueu una nova foto d'aquest monument |
| Llengües de Paiporta o de Faitanar                                                         | BRL    | anterior al s.XIII                  | València En el llit principal de la séquia de Faitanar, en la divisòria dels termes de Paiporta, Picanya i València, junt al barranc de Torrent, a poco menys de 400 m de la població de Paiporta, en el Camí de Faitanar | 39° 26′ 08″ N, 0° 25′ 16″ O / 39.435581°N,0.421222°O | 46.15.250-E3    | Llengües de Paiporta (València) · Vegeu més fotos d'aquest monument · Carregueu una nova foto d'aquest monument                               |
| Molí arrosser de Salvador Benlloch, o de la Torre-Fàbrica de Farines Sant Josep, i fumeral | BRL    | 1910                                | València C. Concepció Arenal, 4 - av. Reial de Madrid | 39° 26′ 07″ N, 0° 23′ 26″ O / 39.435278°N,0.390583°O | 46.15.250-E410  | Molí arrosser de Salvador Benlloch (València) · Carregueu una nova foto d'aquest monument                                                     |
| Motor de Ferrer, o del Cor de Jesús, i fumeral                                             | BRL    | ca.1900                             | València Camí del Molí de la Campaneta | 39° 26′ 54″ N, 0° 25′ 30″ O / 39.448258°N,0.425128°O | 46.15.250-E329  | Motor de Ferrer (València) · Vegeu més fotos d'aquest monument · Carregueu una nova foto d'aquest monument                                    |
| Motor de Sant Cristòfol                                                                    | BRL    | 1914-1920                           | València Antic Camí de Torrent, limit amb Picanya | 39° 26′ 37″ N, 0° 25′ 32″ O / 39.443508°N,0.425611°O | 46.15.250-E444  | Motor de Sant Cristòfol (València) · Vegeu més fotos d'aquest monument · Carregueu una nova foto d'aquest monument                            |
| Retaule ceràmic amb el monograma del nom de Maria, Casa forestal del Saler                 | BRL    | ca.1780                             | València Casa Forestal del Saler | 39° 22′ 54″ N, 0° 19′ 32″ O / 39.381667°N,0.325556°O | 46.15.250-E241  | Retaule ceràmic amb el monograma del nom de Maria (València) · Vegeu més fotos d'aquest monument · Carregueu una nova foto d'aquest monument  |
| Retaule ceràmic de la Santa Faç, el Saler                                                  | BRL    | ca.1780                             | València Casa forestal del Saler | 39° 22′ 55″ N, 0° 19′ 32″ O / 39.381861°N,0.325667°O | 46.15.250-E242  | Retaule ceràmic de la Santa Faç (València) · Vegeu més fotos d'aquest monument · Carregueu una nova foto d'aquest monument                    |
| Retaule ceràmic de Sant Isidre en les instal·lacions agrícoles del Saler                   | BRL    | primer terç del s.XX                | València Camí del Canal, pol. 46, parc. 484, a la façana de les antigues Instal·lacions Agràries del Saler | 39° 24′ 44″ N, 0° 20′ 19″ O / 39.412264°N,0.338706°O | 46.15.250-E501  | Retaule ceràmic de Sant Isidre (València) · Vegeu més fotos d'aquest monument · Carregueu una nova foto d'aquest monument                     |
| Sénia del Motor de l'Establiment                                                           | BRL    | s.XIX-XX                            | València C. Cirat 10 | 39° 18′ 45″ N, 0° 19′ 05″ O / 39.312389°N,0.318103°O | 46.15.250-E497  | Sénia del Motor de l'Establiment (València) · Vegeu més fotos d'aquest monument · Carregueu una nova foto d'aquest monument                   |
| Sequer d'arròs del Camí del Canal                                                          | BRL    | inici s.XX                          | València Camí del Canal, pol. 46, parc. 75 | 39° 24′ 03″ N, 0° 20′ 19″ O / 39.400908°N,0.338517°O | 46.15.250-E484  | Sequer d'arròs del Camí del Canal (València) · Modifica el valor a Wikidata · Carregueu una nova foto d'aquest monument                       |
| Sequer d'arròs del Saler                                                                   | BRL    |                                     | València C. Embarcador, 31, el Saler | 39° 22′ 56″ N, 0° 19′ 59″ O / 39.382111°N,0.333056°O | 46.15.250-E486  | Sequer d'arròs del Saler (València) · Vegeu més fotos d'aquest monument · Carregueu una nova foto d'aquest monument                           |
| Sitges d'arròs de les Casotes                                                              | BRL    | s.XVIII-XX                          | València Av. dels Màrtirs, 261-263, Pinedo | 39° 25′ 28″ N, 0° 20′ 27″ O / 39.424444°N,0.340833°O | 46.15.250-E483  | Sitges d'arròs de les Casotes (València) · Vegeu més fotos d'aquest monument · Carregueu una nova foto d'aquest monument                      |

## Espais de protecció arqueològica
| Monument           | Prot.? | Estil/època | Localització               | Coordenades                                          | Codi?         | Imatge |
| ------------------ | ------ | ----------- | -------------------------- | ---------------------------------------------------- | ------------- | --- |
| Búnquers del Saler | BRL    | 1937        | València Platges del Saler | 39° 23′ 30″ N, 0° 19′ 38″ O / 39.391547°N,0.327214°O | 46.15.250-446 | Búnquers del Saler (València) · Vegeu més fotos d'aquest monument · Carregueu una nova foto d'aquest monument |